# Al-Wigh
Al-Wigh (arabisch الويغ, DMG al-Wīġ) ist eine kleine Oase in der Wüste Sahara mit einem Flugplatz und einem Armeeaußenposten in der Region Fessan im Südwesten Libyens.
Der Ort liegt etwa 975 km südlich von der Landeshauptstadt Tripolis entfernt.
Am südöstlichen Rand der Oase al-Wigh befindet sich ein kleiner, vorwiegend für militärische Zwecke genutzter Flughafen.